# Пузирьов Олексій Іванович
Пузирьов Олексій Іванович (?-1919) — луганський більшовик, народний комісар громадського майна Донецько-Криворізької радянської республіки, у 1917–1919 рр.— гласний (депутат) Луганської міської думи. Співробітник ВНК і ВУНК.

## Біографія
Народився в місті Луганськ. Працював у залізничних майстернях, згодом очолив більшовицьку організацію підприємства. У 1916 році під час страйку разом з Ф. Ніколаєнком очолив робочу делегацію, яка висунула вимоги до керівника майстерень. Був звільнений з роботи, тому перейшов до більшовицького підпілля.
8 березня 1917 р. – обраний членом першої Луганської Ради робітничих депутатів, 6 серпня 1917 р. — депутатом міської ради за списком більшовиків. Після створення об'єднаної Ради народних комісарів ДКР (в квітні 1918 року) був призначений наркомом громадського майна.
Член ВЧК з травня 1918 до січня 1919 року. Завідував відділом з боротьби з посадовими злочинами ВЧК, член Колегії Всеукраїнської ЧК. У червні 1918 року завідував Курською губернською ЧК. З січня до 22 квітня 1919 року — завідувач секретного відділу ВУЧК. У квітні 1919 року брав участь у битві з частинами Добровольчої армії Денікіна біля Гострої могили під Луганськом.
З 25 квітня до серпня 1919 року завідував СОО Одеської губернської НК і був членом її колегії і президії. Загинув, ймовірно, у серпні-вересні.

## Вшанування пам'яті
- Ім'я Пузирьова викарбуване на спорудженому в 1936 році пам'ятнику Борцям революції.
- На його честь названо провулок у Артемівському районі Луганська.[3]